# Nadeschda Jakowlewna Mandelstam

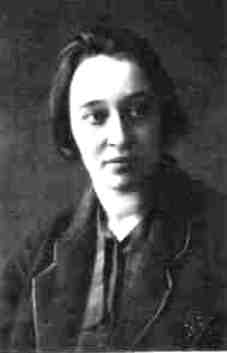
Nadeschda Jakowlewna Mandelstam, 1925

Nadeschda Jakowlewna Mandelstam (russisch Надежда Яковлевна Мандельштам; wiss. Transliteration Nadežda Jakovlevna Mandel'štam; * 18. Oktoberjul. / 30. Oktober 1899greg. in Saratow; † 29. Dezember 1980 in Moskau), geborene Chasina (russisch Хазина), war eine russische Autorin und die Frau des Dichters Ossip Mandelstam.

## Leben und Werk
Sie wurde in Saratow in eine jüdische Familie aus dem Mittelstand geboren. Ihre frühen Jahre verbrachte sie in Kiew. Nach dem Besuch des Gymnasiums studierte sie Kunst. 
1919 lernte sie Ossip Mandelstam kennen. Nach ihrer Heirat 1921 (oder 1922) lebten Nadeschda und Ossip Mandelstam in der Ukraine, in Petrograd, Moskau und Georgien. Ossip wurde 1934 für sein Stalin-Epigramm verhaftet und mit Nadeschda nach Tscherdyn, Region Perm, und später nach Woronesch in die Verbannung geschickt.
Nach Ossip Mandelstams zweiter Verhaftung und seinem darauffolgenden Tod im Durchgangslager Wtoraja Retschka nahe Wladiwostok im Jahre 1938 führte Nadeschda Mandelstam ein nomadisches Leben. Mit Anna Achmatowa, mit der sie 1925 eine enge Freundschaft verband, verbrachte sie die Kriegsjahre in Taschkent. Aus Furcht, verhaftet zu werden, wechselte sie häufig den Aufenthaltsort und arbeitete als Englischdozentin in verschiedenen Städten der Sowjetunion. Mindestens ein Mal, in Kalinin, klingelten Beamte des NKWD nur einen Tag nach ihrer Flucht an ihrer Wohnungstür. 
Sie machte es sich zur Lebensaufgabe, das dichterische Erbe ihres Mannes vor der Vernichtung zu bewahren, indem sie seine Texte auswendig lernte, aufzeichnete und bei den wenigen zuverlässigen Freunden hinterlegte. Nach Stalins Tod schloss Nadeschda Mandelstam ihre Dissertation ab (1956), und sie erhielt die Erlaubnis, nach Moskau zurückzukehren (1964).
Ende der fünfziger Jahre begann sie mit der Niederschrift ihrer Memoiren, die sie weltberühmt machten. Sie wurden 1970 zuerst im Ausland, in den USA, auf Russisch und fast zeitgleich in deutscher, englischer und französischer Übersetzung veröffentlicht (engl. Hope Against Hope und Hope Abandoned, dt. Das Jahrhundert der Wölfe und Generation ohne Tränen). In der Sowjetunion zirkulierten die Memoiren im Samisdat. In Das Jahrhundert der Wölfe beschäftigt sich mit der Zeit zwischen 1934 und 1938, zwischen der ersten Verhaftung Ossip Mandelstams und seinem Tod 1938 in einem Übergangslager. Ihr Text ist aber auch eine brillante Totalitarismusanalyse, in der sie nicht nur den zunehmenden Terror der 1930er Jahre beschreibt, sondern auch die „Komplizenrolle der Intelligenzia“: „Die zwanziger Jahre wurden deshalb so verhängnisvoll, weil die Leute nicht nur ihre eigene Hilflosigkeit erkannten, sondern weil sie sie auch noch priesen und jeden intellektuellen, moralischen und geistigen Widerstand für veraltet, lächerlich und unsinnig hielten. […] und wenn sich einer einmal sträubte, bezichtigte man ihn des Anarchismus, des erbärmlichen Individualismus und der Dummheit, die ihn dabei behinderten, die Gesetze der historischen Entwicklung zu erkennen.“ Im zweiten Band der Erinnerungen geht sie in die 1920er Jahre zurück und porträtiert sehr kritisch die literarische Entwicklung in der Sowjetunion. Die englischen Titel der Memoiren sind Wortspiele: Nadeschda bedeutet im Russischen „Hoffnung“ (engl. hope). Die russische Ausgabe heißt einfach Erinnerungen (russisch Воспоминания; Buch 1 bis 3).
Ein drittes Buch blieb unvollendet. Ihm sind die Erinnerungen an Anna Achmatowa entnommen, die 40 Jahre als verloren galten. Sie wurden 2011 vom Suhrkamp Verlag in deutscher Übersetzung herausgegeben.
1979 übergab Nadeschda Mandelstam ihre Archive der Princeton University. 1980 starb sie in Moskau im Alter von 81 Jahren.

## Werkausgaben
- Hope Against Hope. A Memoir. Atheneum, New York 1970
- Hope Abandoned. A Memoir. From the Russian by Max Hayward. Atheneum, New York 1974
- Das Jahrhundert der Wölfe. Eine Autobiographie. Übers. Elisabeth Mahler. S. Fischer, Frankfurt 1971 ISBN 3-10-047702-2
- Generation ohne Tränen. Erinnerungen. Übers. Godehard Schramm. S. Fischer, Frankfurt 1975 ISBN 3-10-047703-0
- Erinnerungen an Anna Achmatowa. Übers. Christiane Körner. S. Fischer, Frankfurt 2011 ISBN 978-3-518-22465-6
- Erinnerungen an das Jahrhundert der Wölfe. Aus dem Russischen, mit Anmerkungen und einem Nachwort von Ursula Keller. Die Andere Bibliothek, Berlin 2020, ISBN 978-3-8477-0426-3 (überarbeitete Ausgabe: Berlin 2021, ISBN 978-3-8477-2035-5).

## Namensvarianten
Nadezhda Yakovlevna Mandelstam, Nadežda Ja. Mandel'štam, Nadeschda J. Mandelstam, Nadeschda Mandelstam, Nadežda Jakovlevna Mandel'štam, Nadežda Mandel'štam, Nadesha Mandelstam;